# 민주연합 (동독)
민주연합(독일어: Demokratischer Block der Parteien und Massenorganisationen)은 1945년 독일 공산당이 설립하여 1946년부터는 독일 공산당의 후신인 독일 사회주의통일당이 주도하던 독일 민주공화국의 인민전선이었다. 1950년 민주연합은 국민전선으로 확대 개편되었다.